# 안성초등학교 (전북)
안성초등학교는 대한민국 전북특별자치도 무주군 안성면 장기리에 있는 초등학교다.

## 학교 연혁
- 1919년 7월 1일 안성공립보통학교 개교(설립인가 5월 26일)
- 1938년 4월 1일 신안성공립심상소학교 개칭
- 1941년 4월 1일 신안성공립국민학교 개칭
- 1981년 3월 8일 병설유치원 개원(설립인가 1월 6일)
- 1993년 3월 1일 진도국민학교 통폐합
- 1996년 6월 1일 신안성초등학교로 개칭
- 1997년 3월 1일 금사초등학교, 공정초등학교 통폐합
- 1998년 3월 1일 안성초등학교 교명 변경
- 2003년 3월 1일 덕화초등학교 통폐합
- 2003년 10월 30일 농어촌 현대화 시범학교 신축교사 준공
- 2007년 3월 1일 공진초등학교 통폐합
- 2020년 1월 3일 제99회 졸업 (총 8994명)
- 2020년 3월 1일 제39대 노봉숙 교장 부임
- 2020년 3월 1일 8학급 편성(특수학급 포함)
- 2020년 3월 2일 2020학년도 입학식(남5명, 여3명 총 8명)

## 참고 자료
- 무주안성초등학교 - 한국교육학술정보원 학교알리미